# Jorge Collazo
Jorge Alberto Collazo Rodríguez (Ciudad de México, México,4 de septiembre de 1977). Es un futbolista mexicano que jugaba de centrocampista ofensivo, retirado del fútbol desde 2012.

## Trayectoria
Estuvo con el Club Deportivo Marte de primera 'A' donde hizo su debut profesional hasta que hizo su debut en la primera división nacional con el Club Universidad Nacional en el Invierno 97 aunque sería su único torneo ya que para el siguiente sería traspasado a Toros Neza donde estuvo hasta el Verano 2000 ya que fue contratado por el Atlas de Guadalajara por seis meses, hasta que tuvo pasó fugaz con el Deportivo Toluca club con el que disputó el Verano 2001, después un torneo con el Club Zacatepec y el siguiente con Veracruz en ninguno consolidado luego regresó a Zacatepec de la Primera 'A' y jugó en la desaparecida franquicia de Colibríes de Morelos militando en la segunda división profesional para después estar con el Querétaro FC y jugó algunos torneos con el Club León y en primera división con Atlante y tomando revancha en el máximo circuito en el aApertura 2006 con Querétaro tras conseguir el ascenso con los gallos, con cárnet para disputar partidos en primera a con el Club Celaya en 2007.
Para el Apertura 2008 se fue al recién descendido de categoría el Veracruz siendo su segunda etapa con el club.

Estuvo con La Piedad por un torneo y culminó su trayectoria deportiva con el Altamira Fútbol Club donde jugó de Apertura 2010 al Clausura 2012.

### Clubes
| Club                | País                | Año         | Partidos | Goles | Media |
| ------------------- | ------------------- | ----------- | -------- | ----- | ----- |
| C.D. Marte          | México              | 1997        | 13       | 0     | 0     |
| U.N.A.M.            | México              | 1997        | 5        | 0     | 0     |
| Zacatepec F.C.      | México              | 1998        | 14       | 1     | 0.07  |
| Toros Neza          | México              | 1998 - 2000 | 41       | 2     | 0.05  |
| Atlas F.C.          | México              | 2000        | 7        | 1     | 0.14  |
| Deportivo Toluca    | México              | 2001        | 13       | 0     | 0     |
| Zacatepec F.C.      | México              | 2001        | 13       | 2     | 0.15  |
| C.D. Veracruz       | México              | 2002        | 11       | 1     | 0.09  |
| Zacatepec F.C.      | México              | 2002 - 2004 | 55       | 5     | 0.09  |
| Querétaro F.C.      | México              | 2004 - 2005 | 46       | 11    | 0.24  |
| *León A.C.          | México              | 2005        | 13       | 3     | 0.23  |
| Atlante F.C.        | México              | 2005        | 13       | 1     | 0.08  |
| León A.C.           | México              | 2006        | 15       | 4     | 0.27  |
| Querétaro F.C.      | México              | 2006 - 2008 | 38       | 8     | 0.21  |
| *Celaya F.C.        | México              | 2007        | 14       | 3     | 0.21  |
| C.D. Veracruz       | México              | 2008 - 2009 | 10       | 0     | 0     |
| C.F. La Piedad      | México              | 2010        | 16       | 3     | 0.19  |
| Altamira F.C.       | México              | 2010 - 2012 | 40       | 5     | 0.13  |
| Total en su carrera | Total en su carrera | 1997 - 2012 | 377      | 50    | 0.13  |

Notas: 1. (*) Cárnet para jugar tanto en primera división como en el ascenso.
 

## Estadísticas

### Clubes
Actualizado al último partido jugado.
La siguiente tabla detalla los encuentros disputados y los goles marcados en los clubes en los que ha militado.

| C.D. Marte · México                                                                                             | 2.ª                 | 1997                | 13  | 0  | 0 | 0 | - | - | 13  | 0  |
| C.D. Marte · México                                                                                             | 2.ª                 | Total               | 13  | 0  | 0 | 0 | - | - | 13  | 0  |
| U.N.A.M. · México                                                                                               | 1.ª                 | 1997                | 5   | 0  | - | - | - | - | 5   | 0  |
| U.N.A.M. · México                                                                                               | 1.ª                 | Total               | 5   | 0  | - | - | - | - | 5   | 0  |
| Zacatepec F.C. · México                                                                                         | 2.ª                 | 1998                | 14  | 1  | - | - | - | - | 14  | 1  |
| Zacatepec F.C. · México                                                                                         | 2.ª                 | 2001                | 13  | 2  | - | - | - | - | 13  | 2  |
| Zacatepec F.C. · México                                                                                         | 2.ª                 | 2002-03             | 27  | 4  | - | - | - | - | 27  | 4  |
| Zacatepec F.C. · México                                                                                         | 2.ª                 | 2003-04             | 28  | 1  | - | - | - | - | 28  | 1  |
| Zacatepec F.C. · México                                                                                         | 2.ª                 | Total               | 82  | 8  | - | - | - | - | 82  | 8  |
| Toros Neza · México                                                                                             | 1.ª                 | 1998-99             | 23  | 1  | - | - | - | - | 23  | 1  |
| Toros Neza · México                                                                                             | 1.ª                 | 1999-00             | 18  | 1  | - | - | - | - | 18  | 1  |
| Toros Neza · México                                                                                             | 1.ª                 | Total               | 41  | 2  | - | - | - | - | 41  | 2  |
| Atlas F.C. · México                                                                                             | 1.ª                 | 2000                | 5   | 0  | 2 | 1 | - | - | 7   | 1  |
| Atlas F.C. · México                                                                                             | 1.ª                 | Total               | 5   | 0  | 2 | 1 | - | - | 7   | 1  |
| Deportivo Toluca · México                                                                                       | 1.ª                 | 2001                | 9   | 0  | - | - | 4 | 0 | 13  | 0  |
| Deportivo Toluca · México                                                                                       | 1.ª                 | Total               | 9   | 0  | - | - | 4 | 0 | 13  | 0  |
| C.D. Veracruz · México                                                                                          | 1.ª                 | 2002                | 11  | 1  | - | - | - | - | 11  | 1  |
| C.D. Veracruz · México                                                                                          | 1.ª                 | Total               | 11  | 1  | - | - | - | - | 11  | 1  |
| León A.C. · México                                                                                              | 2.ª                 | 2005                | 13  | 3  | - | - | - | - | 13  | 3  |
| León A.C. · México                                                                                              | 2.ª                 | 2006                | 15  | 4  | - | - | - | - | 15  | 4  |
| León A.C. · México                                                                                              | 2.ª                 | Total               | 28  | 7  | - | - | - | - | 28  | 7  |
| Atlante F.C. · México                                                                                           | 1.ª                 | 2005                | 13  | 1  | - | - | - | - | 13  | 1  |
| Atlante F.C. · México                                                                                           | 1.ª                 | Total               | 13  | 1  | - | - | - | - | 13  | 1  |
| Celaya F.C. · México                                                                                            | 2.ª                 | 2007                | 14  | 3  | - | - | - | - | 14  | 3  |
| Celaya F.C. · México                                                                                            | 2.ª                 | Total               | 14  | 3  | - | - | - | - | 14  | 3  |
| Veracruz · México                                                                                               | 2.ª                 | 2008-09             | 10  | 0  | - | - | - | - | 10  | 0  |
| Veracruz · México                                                                                               | 2.ª                 | Total               | 10  | 0  | - | - | - | - | 10  | 0  |
| C.F. La Piedad · México                                                                                         | 2.ª                 | 2010                | 16  | 3  | - | - | - | - | 16  | 3  |
| C.F. La Piedad · México                                                                                         | 2.ª                 | Total               | 16  | 3  | - | - | - | - | 16  | 3  |
| Altamira F.C. · México                                                                                          | 2.ª                 | 2010-11             | 24  | 5  | - | - | - | - | 24  | 5  |
| Altamira F.C. · México                                                                                          | 2.ª                 | 2011-12             | 16  | 0  | - | - | - | - | 16  | 0  |
| Altamira F.C. · México                                                                                          | 2.ª                 | Total               | 40  | 5  | - | - | - | - | 40  | 5  |
| Querétaro F.C. · México                                                                                         | 2.ª                 | 2004-05             | 46  | 11 | - | - | - | - | 46  | 11 |
| Querétaro F.C. · México                                                                                         | 2.ª                 | 2007-08             | 27  | 8  | - | - | - | - | 27  | 8  |
| Querétaro F.C. · México                                                                                         | 1.ª                 | 2006-07             | 11  | 0  | - | - | - | - | 11  | 0  |
| Querétaro F.C. · México                                                                                         | 1.ª                 | Total               | 84  | 19 | - | - | - | - | 84  | 19 |
| Total en su carrera                                                                                             | Total en su carrera | Total en su carrera | 371 | 49 | 2 | 1 | 4 | 0 | 377 | 50 |
| (1)Incluye datos de la Copa México y Pre-Pre Libertadores (2000) (2)Incluye datos de la Copa Merconorte (2001). |                     |                     |     |    |   |   |   |   |     |    |